# Libanon i olympiska sommarspelen 2016
Libanon deltog med nio deltagare vid de olympiska sommarspelen 2016 i Rio de Janeiro. Ingen av landets deltagare erövrade någon medalj.

## Bordtennis
| Spelare          | Gren      | Inledande omgång      | Omgång 1             | Omgång 2             | Omgång 3             | Åttondelsfinal       | Kvartsfinal          | Semifinal            | Final / BM           | Final / BM       |
| Spelare          | Gren      | Motståndare Resultat  | Motståndare Resultat | Motståndare Resultat | Motståndare Resultat | Motståndare Resultat | Motståndare Resultat | Motståndare Resultat | Motståndare Resultat | Placering        |
| ---------------- | --------- | --------------------- | -------------------- | -------------------- | -------------------- | -------------------- | -------------------- | -------------------- | -------------------- | ---------------- |
| Mariana Sahakian | Damsingel | Oshonaike (NGR) L 3–4 | Gick inte vidare     | Gick inte vidare     | Gick inte vidare     | Gick inte vidare     | Gick inte vidare     | Gick inte vidare     | Gick inte vidare     | Gick inte vidare |

## Friidrott
Förkortningar
- Notera– Placeringar avser endast det specifika heatet.
- Q = Tog sig vidare till nästa omgång
- q = Tog sig vidare till nästa omgång som den snabbaste förloraren eller, i fältgrenarna, genom placering utan att nå kvalgränsen
- NR = Nationellt rekord
- N/A = Omgången fanns inte i grenen
- Bye = Idrottaren behövde inte tävla i omgången

Bana och väg
| Idrottare     | Gren                     | Heat     | Heat      | Semifinal        | Semifinal        | Final            | Final            |
| Idrottare     | Gren                     | Resultat | Placering | Resultat         | Placering        | Resultat         | Placering        |
| ------------- | ------------------------ | -------- | --------- | ---------------- | ---------------- | ---------------- | ---------------- |
| Ahmad Hazer   | Herrarnas 110 meter häck | 15,50    | 7         | Gick inte vidare | Gick inte vidare | Gick inte vidare | Gick inte vidare |
| Chirine Njeim | Damernas maraton         | i.u.     | i.u.      | i.u.             | i.u.             | 2:51:08          | 109              |

## Fäktning
| Idrottare   | Gren             | Omgång 2          | Omgång 2            | Kvartsfinal       | Semifinal         | Final / BM        | Final / BM       |                  |
| Idrottare   | Gren             | Motståndare Poäng | Motståndare Poäng   | Motståndare Poäng | Motståndare Poäng | Motståndare Poäng | Placering        |                  |
| ----------- | ---------------- | ----------------- | ------------------- | ----------------- | ----------------- | ----------------- | ---------------- | ---------------- |
| Mona Shaito | Damernas florett | Bye               | Kiefer (USA) L 3–15 | Gick inte vidare  | Gick inte vidare  | Gick inte vidare  | Gick inte vidare | Gick inte vidare |

## Kanotsport

### Slalom
| Kanotist       | Gren          | Kval   | Kval      | Kval   | Kval      | Kval   | Kval      | Semifinal        | Semifinal        | Final            | Final            |
| Kanotist       | Gren          | Åk 1   | Placering | Åk 2   | Placering | Bästa  | Placering | Tid              | Placering        | Tid              | Placering        |
| -------------- | ------------- | ------ | --------- | ------ | --------- | ------ | --------- | ---------------- | ---------------- | ---------------- | ---------------- |
| Richard Merjan | Herrarnas C-1 | 120,20 | 18        | 121,67 | 16        | 120,20 | 19        | Gick inte vidare | Gick inte vidare | Gick inte vidare | Gick inte vidare |

## Judo
| Nacif Elias | Herrarnas halv mellanvikt −81kg | Bye | Lucenti (ARG) L 000–100 | Gick inte vidare | Gick inte vidare | Gick inte vidare | Gick inte vidare | Gick inte vidare | Gick inte vidare | Gick inte vidare |